# دوغلاس أنتوني كوبر
دوغلاس أنتوني كوبر (بالإنجليزية: Douglas Anthony Cooper)‏ (1960، تورونتو في كندا)؛ كاتب، كاتب للأطفال وروائي كندي.